# Oliver Antman
Oliver Antman (ur. 15 sierpnia 2001 w Vantaa) – fiński piłkarz, grający na pozycji pomocnika w holenderskim klubie Go Ahead Eagles oraz w reprezentacji Finlandii.

## Kariera klubowa
Wychowanek Korson Palloseura. W latach 2011–2013 trenował w HJK, następnie w 2014 roku w CF Damm, w latach 2015–2016 był zawodnikiem FC Legirus Inter, z którego w 2017 roku trafił do Tikkurilan Palloseura. Zimą 2018 podpisał kontrakt z IF Gnistan. We wrześniu tegoż roku przeszedł do FC Nordsjælland. Zadebiutował w tym klubie 30 marca 2019 w zremisowanym 0:0 meczu z FC Midtjylland, natomiast pierwszego gola strzelił 19 lutego 2020 w wygranym 6:0 spotkaniu z AC Horsens. W grudniu 2021 został wybrany najlepszym piłkarzem roku do lat 21 w Finlandii. We wrześniu 2022 przedłużył kontrakt z klubem do 2025 roku. W styczniu 2023 został wypożyczony do końca sezonu do FC Groningen z możliwością wykupu. Zadebiutował w tym klubie 5 lutego w zremisowanym 1:1 meczu z FC Twente, w którym strzelił gola.

## Kariera reprezentacyjna
Młodzieżowy reprezentant Finlandii. 18 września 2022 został po raz pierwszy powołany do seniorskiej kadry na mecze Ligi Narodów z Rumunią i Czarnogórą, zastępując kontuzjowanego Robina Loda. Ostatecznie w reprezentacji zadebiutował 26 września w wygranym 2:0 spotkaniu z Czarnogórą, w którym strzelił gola. 17 listopada strzelił gola w zremisowanym 1:1 meczu towarzyskim z Macedonią. 23 marca 2023 strzelił gola w przegranym 1:3 spotkaniu eliminacji do Euro 2024 z Danią. 16 czerwca 2023 ponownie strzelił gola, tym razem w wygranym 2:0 meczu eliminacji do Euro 2024 ze Słowenią.

## Życie osobiste
Jego brat Daniel również był piłkarzem, ma też siostrę Olivię.